# ランゲンノイフナハ
ランゲンノイフナハ (ドイツ語: Langenneufnach) は、ドイツ連邦共和国バイエルン州シュヴァーベン行政管区のアウクスブルク郡に属す町村（以下、本項では便宜上「町」と記述する）である。

## 地理
町内をノイフナハ川が流れている。

### 自治体の構成
自治体ランゲンノイフナハは、2つのゲマルクング（行政/統計上の管区）、4つのゲマインデタイル（地理上の地区）からなる。
- ゲマルクング・ランゲンノイフナハ: ブーヒャーホーフとウンターロータンをゲマインデタイルとして含む。
- ゲマルクング・ハーベルツヴァイラー

## 歴史

### 地名の由来
地名は「暗い」、「霧のかかった」あるいは「霞んだ」といった意味のケルト語 Nif あるいは Nifen に由来する。これはケルト時代には既に定住がなされていたことを示している。その後、集落名は Nifenaha、Neifnach、Langenneiffnach と表記されている。

### 自治体の成立まで
エーエム男爵が地元領主で代官権の所有者であった。1803年の帝国代表者会議主要決議以降、この村はバイエルン領となった。バイエルン王国の行政改革に伴う1818年の自治体令によって現在の自治体が成立した。

### 町村合併
バイエルン州の地域再編に伴い、1971年4月1日に、廃止された自治体ハーベルツヴァイラーの一部がこの町に合併した。

## 住民

### 人口推移
1988年から2018年までの間にこの町の人口は1,474人から1,759人へ、285人 19.3 % 増加した。

## 行政
この町はシュタウデン行政共同体に加盟している。

### 議会
ランゲンノイフナハの町議会は12議席からなり、これに町長が加わる。

### 首長
2020年5月1日からゲラルト・アイヒンガー (CSU/Freie Wählergruppe) が町長を務めている。彼は2020年3月15日の選挙で 76.9 % の支持票を獲得して町長に選出された。彼の前任者は1990年5月から2020年4月まで務めたヨーゼフ・ベック (Freie Wählervereinigung) であった。

### 紋章
図柄: 銀地と赤地に上下二分割。金色の装飾具をつけた、それぞれの地色と反対の色の狩猟用の角笛が、上部は青、下部は銀色の6つの突起を持つ星の下に描かれている。
紋章の由来: この町で採用されている紋章は、マテウス・エーエム2世が皇帝カール5世から権利の徴として授けられたものと大変よく似ている。エーエム男爵は1464年からオーバードルフの地元領主であった。この家門は代官権をも有しており、これに関連して自らの紋章を権利の象徴として使用していた。2本の狩猟の角笛は、領主マテウス・エーエムの狩猟権を表している。1546年に領主権はフッガー家に移譲された。
この紋章は1964年から用いられている。

## 経済と社会資本

### 企業
ランゲンノイフナハには、トップスターの本社がある。この会社は事務用チェア製造業者としてドイツで No.3 の業者であり、世界でも Top 10 に入る（2008年現在）。従業員数は450人で、日産1万脚の椅子を製造している。

### 交通
ランゲンノイフナハ駅は、鉄道ゲッセルツハウゼン - テュルクハイム線の駅である。2023年現在この路線は、数本の特別列車が運行するだけである。

## 人物

### ゆかりの人物
- マルクス・フェルバー（ドイツ語版、英語版）（1965年 - ）政治家。ランゲンノイフナハで育った。

## 関連図書
- Hoeynck (1888), Regesten über das Pfarrdorf Langenneufnach, 15, pp. 150–151